# Michail Grigorievič Zemcov

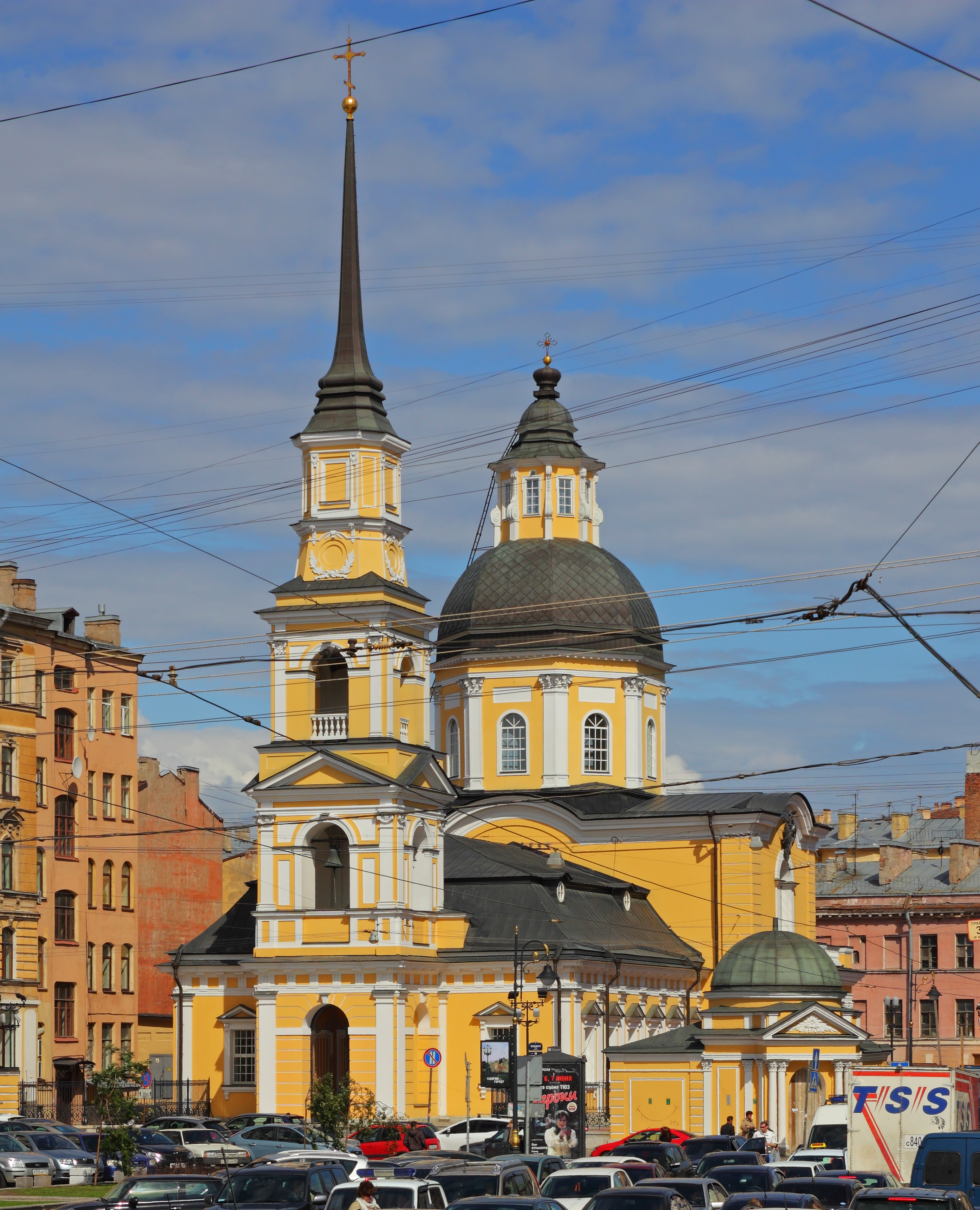
Kostel sv. Šimona a Anny (1734)

Michail Grigorievič Zemcov (rusky Михаил Григорьевич Земцов) (1688, Moskva, Rusko – 28. září 1743, Petrohrad, Rusko) byl ruský barokní architekt, který praktikoval střídmý, zdrženlivý petrovský barokní sloh, který se naučil od svého švýcarského druha Domenica Trezziniho.
V začátcích své kariéry se zúčastnil navrhovaní Letního paláce v Petrohrade a taktéž parku Peterhof. Z dalších projektů, do kterých se zapojil, lze zmínit navržení paláce Kadriorg a parku v Tallinně (1718 - 1725), který je v současnosti slavnostní rezidencí estonského prezidenta. Jeho Italský palác z let 1726 - 1728) byl zničený, a jeho Aničkov palác (1741 - 1750) byl později přestavěn.